# General Alvear (departamento de Mendoza)
General Alvear é um departamento da Argentina, localizado na província de Mendoza.